# Jiří Mužík
Jiří Mužík (Plzeň, 1º settembre 1976) è un ex ostacolista e velocista ceco.

## Palmarès

### Europei
- 1 medaglia:
  - 1 argento (Monaco di Baviera 2002 nei 400 m ostacoli)

### Europei indoor
- 1 medaglia:
  - 1 oro (Gand 2000 nella staffetta 4×400 m)

### Europei under 23
- 1 medaglia:
  - 1 argento (Turku 1997 nella staffetta 4×400 m)